# Yngste sons rätt
Yngste sons rätt är en arvsrättsligt stadgande som innebär att den yngste sonen ärver en gård eller liknande. Det kallas även sistfödslorätt eller ultimogenitur.
I nordisk rätt har den förekommit endast på Bornholm, där den uttryckligen erkänts genom en kunglig dansk förordning om "selveiergaardes arv" 14 oktober 1773.
"naar en selv-eier-gaard falder i arv, da er, efter Bornholm's gamle vedtægt, den yngste sön nærmest til sæde og adgang"; efter yngste sonen och hans efterkommande skulle närmast äldre son inträda "og, naar ingen sönner ere til, da iblandt dötrene den ældre frem for de yngre."
Förordningen upphävdes 1887.